# Veaunes
Veaunes är en kommun i departementet Drôme i regionen Auvergne-Rhône-Alpes i sydöstra Frankrike. Kommunen ligger i kantonen Tain-l'Hermitage som tillhör arrondissementet Valence. År 2018 hade Veaunes 352 invånare.

## Befolkningsutveckling
Antalet invånare i kommunen Veaunes
Referens:INSEE